# Лонкож
Лонкож (пол. Łąkorz, нім. Langkorch) — село в Польщі, у гміні Біскупець Новомейського повіту Вармінсько-Мазурського воєводства.
Населення — 812 осіб (2011).
У 1975—1998 роках село належало до Торунського воєводства.

## Демографія
Демографічна структура станом на 31 березня 2011 року:
|          | Загалом | Допрацездатний вік | Працездатний вік | Постпрацездатний вік |
| -------- | ------- | ------------------ | ---------------- | -------------------- |
| Чоловіки | 405     | 93                 | 271              | 41                   |
| Жінки    | 407     | 100                | 210              | 97                   |
| Разом    | 812     | 193                | 481              | 138                  |